# ジョアン・ブルーノ
ジョアン・ブルーノ・ペレイラ・モンテイロ（João Bruno Pereira Monteiro 、1998年1月11日 - ）は、ポルトガル・ギマランイス出身のプロサッカー選手。ヴィトーリア・ギマランイスB所属。ポジションは、ミッドフィールダー。

## 来歴
2018年5月13日、リーガプロのナシオナル戦でプロデビューを果たした。